# Adlerschnabelkolibris
Adlerschnabelkolibris (Eutoxeres) sind eine Gattung aus der Familie der Kolibris. Zu ihr werden zwei Arten gezählt.

## Merkmale
Adlerschnabelkolibris haben eine Körperlänge von 12 bis 13,5 cm, die Schnabellänge beträgt drei Zentimeter. Für Kolibris sind sie mit einem Gewicht von etwa zwölf Gramm recht schwer. Erkennungsmerkmale sind der stark gekrümmte Schnabel und das gestrichelte Federkleid.

## Vorkommen
Das Verbreitungsgebiet umfasst Kolumbien, Costa Rica, Ecuador, Panama, Peru und Bolivien.

## Lebensraum und Lebensweise
Adlerschnabelkolibris bevorzugen das schattige Dickicht, in dem man sie in der Regel einzeln im Unterholz sieht. Ihr Flug ist langsam mit hörbaren Flügelschlägen. Sie ernähren sich vom Nektar von Helikonien. Ihrem Gewicht geschuldet krallen sie sich beim Sondieren der Blütenkrone an den Pflanzen fest. Außerdem nehmen sie Insekten von Stämmen und Ästen. Soweit bekannt werden alle Brutaktivitäten vom Weibchen durchgeführt, und wie alle Kolibris legen sie zwei Eier.

## Arten
- Rotschwanz-Adlerschnabel (Eutoxeres condamini) oder Rotschwanz-Sichelschnabel (Bourcier, 1851)[6]
- Adlerschnabel (Eutoxeres aquila) oder Weißkehl-Sichelschnabel (Bourcier, 1847)[7]